# La Salette-Fallavaux
La Salette-Fallavaux es una población y comuna francesa, en la región de Ródano-Alpes, departamento de Isère, en el distrito de Grenoble y cantón de Corps. Allí se encuentra el Santuario de Nuestra Señora de la Salette, importante foco de devoción para los católicos.

## Demografía
| 150 | 107 | 79 | 88 | 86 | 76 |
| Para los censos de 1962 a 1999 la población legal corresponde a la población sin duplicidades (Fuente: INSEE [Consultar]) |     |    |    |    |    |